# Grinkenschmied
Der Grinkenschmied (auch Grienkenschmied, niederdeutsch: Grinkenschmidt) ist eine Sagengestalt aus dem Münsterland und dem Osnabrücker Land. Sein Name erinnert an die Handwerker, die früher „Grinken“, eiserne Reifen für die Holzräder der Bauern, herstellten.
Von der Sage gibt es verschiedene Fassungen, die übereinstimmend von einem unsichtbaren Schmied berichten, der überaus kunstreich ist.
Es gibt mehrere Orte, an denen der Grienkenschmidt gewohnt haben soll, so etwa an einer auf dem  Mühlenberg bzw. dem Rösteberg am Rande der Bauerschaft Häger (wo es auch eine Straße Grienkenswell = Grienkensquelle gibt) entspringenden Quelle  und am zu Altenberge gehörenden Horsteberg wenige Kilometer weiter. Eine andere Variante verortet ihn am Eterberg bei Steinfurt.
Jenny von Droste-Hülshoff, die Schwester der Schriftstellerin Annette von Droste-Hülshoff, soll 1816 dafür gesorgt haben, dass die Sage in das Sagenbuch der Brüder Grimm aufgenommen wurde.

## Sage (nach J. G. Th. Grässe)
Drei Stunden von der Stadt Münster liegt der Detterberg (bei Schapdetten), auf dem wohnte vor alten Zeiten ein wilder Mann, den nannten die Leute Grinkenschmied. Er wohnte in einem tiefen Erdloch, das ganz mit Gras und Sträuchern überwachsen war und das niemand, der es nicht wusste und kannte, auffinden konnte. In dem Loch hatte er seine Schmiede und arbeitete treffliche und rare Sachen, die waren von ewiger Dauer und seine Schlösser vermochte niemand ohne seine eigenen Schlüssel zu öffnen. An der Kirchtür zu Nienberge soll auch ein Schloss von ihm sein, das hatte die Eigenschaft, dass es die Diebe, die es erbrechen wollten, gleich festnahm und gefangen hielt. Wenn nun in der Nachbarschaft eine Hochzeit war, so kamen die Bauern zum Grinkenschmied und liehen von ihm einen Bratspieß, dafür mussten sie ihm dann einen Braten geben. Da kam denn einmal auch so ein Bauer vor das Loch und sprach: „Grinkenschmied, gib mir ’n Spieß!“ Der Grinkenschmied rief dagegen, weil er dem Bauer nicht trauen mochte: „Kriegst keinen Spieß, gib mir erst den Braten!“ — „Kriegst keinen Braten, behalte Deinen Spieß!“ rief der Bauer wieder hinunter. Darüber ward der Grinkenschmied gar zornig in seinem Loche und schrie dem Bauer nach: „Wahre Dich, dass ich mir keinen Braten nehme!“ Der Bauer aber ging ganz ruhig nach Hause, doch als er dorthin kam, scholl ihm großes Wehklagen entgegen, denn sein bestes Pferd lag tot im Stall und eins seiner Hinterbeine war samt dem Schenkel ausgelöst, als hätte es ein Wildbretsmetzger kunstgerecht gemacht und war hinweg. Das war Grinkenschmieds Braten.